# Albertacce
Albertacce es una comuna  y población de Francia, en la región de Córcega, departamento de Alta Córcega.
Su población en el censo de 1999 era de 200 habitantes.

## Demografía
| 317 | 373 | 357 | 323 | 200 | 200 |
| Para los censos de 1962 a 1999 la población legal corresponde a la población sin duplicidades (Fuente: INSEE [Consultar]) |     |     |     |     |     |